# پل خشتی لاهیجان
پل خشتی لاهیجان (همچنین مشهور به: پُردسَر، خِشتِه پل، خِشت پورد)، مربوط به سدهٔ ۹ ه‍.ق است و در لاهیجان،  محله پردسر واقع شده و این اثر در تاریخ ۲۰ دی ۱۳۵۵ با شمارهٔ ثبت ۱۴۳۳ به‌عنوان یکی از آثار ملی ایران به ثبت رسیده‌است.
این پل از آثار بجای مانده قرن ۹ قمری و مربوط به دوره کیاییان است؛ و در شمال غربی شهر لاهیجان در فاصله ۵۰۰ متری بقعه حاجی دان و ۲۵۰ متری بقعه ملاعقیل یا عاقلیه و در محله پردسر واقع شده‌است. این پل بر روی رودخانه سیم‌رود یا سیم‌جو قرار گرفته‌است. در ساخت این پل از آجر قرمز رنگ، آهک و ساروج استفاده شده‌است؛ و طول پل ۵۰ متر و عرض آن ۵/۴ متر و ارتفاع آن به ۱۱ متر می‌رسد.
پل خشتی لاهیجان دارای ۵ چشمه بوده و دو دهنه بزرگ اصلی دارد و چشمه میانی از چشمه‌های دیگر بزرگ‌تر بوده و با طاق جناقی و سیل برگردان‌هایی در اطراف پل است؛ و طاق چشمه‌ها هلالی است.
بر روی پایه‌های میانی پل اتاق‌هایی تعبیه کرده‌اند که از طریق درگاه‌های طاقداری به طرفین پل راه پیدا می‌کنند؛ و این بیانگر این است که این اتاق‌ها تنها برای کاهش وزن وارده برپایه‌ها و صرفه جویی در مصالح ایجاد شده در نظر گرفته نشده‌است و بیشتر به منظور اتراق و استراحت تعبیه شده‌است.
پل باستانی لاهیجان در گذشته بخشی از مسیر جاده ابریشم بوده که به همین علت تجارت ابریشم در شهر لاهیجان (شهر ابریشم) رونق فراوان داشته‌است. این پل در میان اهالی به خشت پورد نیز شهرت دارد که پورد در زبان محلی به معنای پل می‌باشد.
میر ظهیرالدین مرعشی در کتاب تاریخ گیلان و دیلمستان در ذکر وقایع ۸۹۲هجری قمری در رابطه با احداث این پل اینگونه نوشته‌است که خلاصه ای آن را می‌آوریم:
دراین سال، جناب مولانا نعمت‌الله طبیب که در علوم متداول، علامه دوران و اعجوبه زمان بود، رغبت نمود به رودخانه ای که مشهور وملقب است به سیم رود، بر گذر شهر لاهیجان مبارک، احداث پلی از خشت و سنگ و آهک بفرمایند؛ توقع فرموده که به طلب استاد یعقوب بنای رویانی نزد ملوک کلارستاق خلد ملکهم بفرستند تا حاضر گردد٬در آن مهم مبارک شروع نماید.
در ساخت مجدد این پل در زمان قاجاریه، حاجی جعفر خان بنا را به‌طور کلی بازسازی و مرمت کرد و در سال‌های اخیر این پل مجدداً بازسازی و مرمت گردیده‌است.

## نگارخانه

پل خشتی
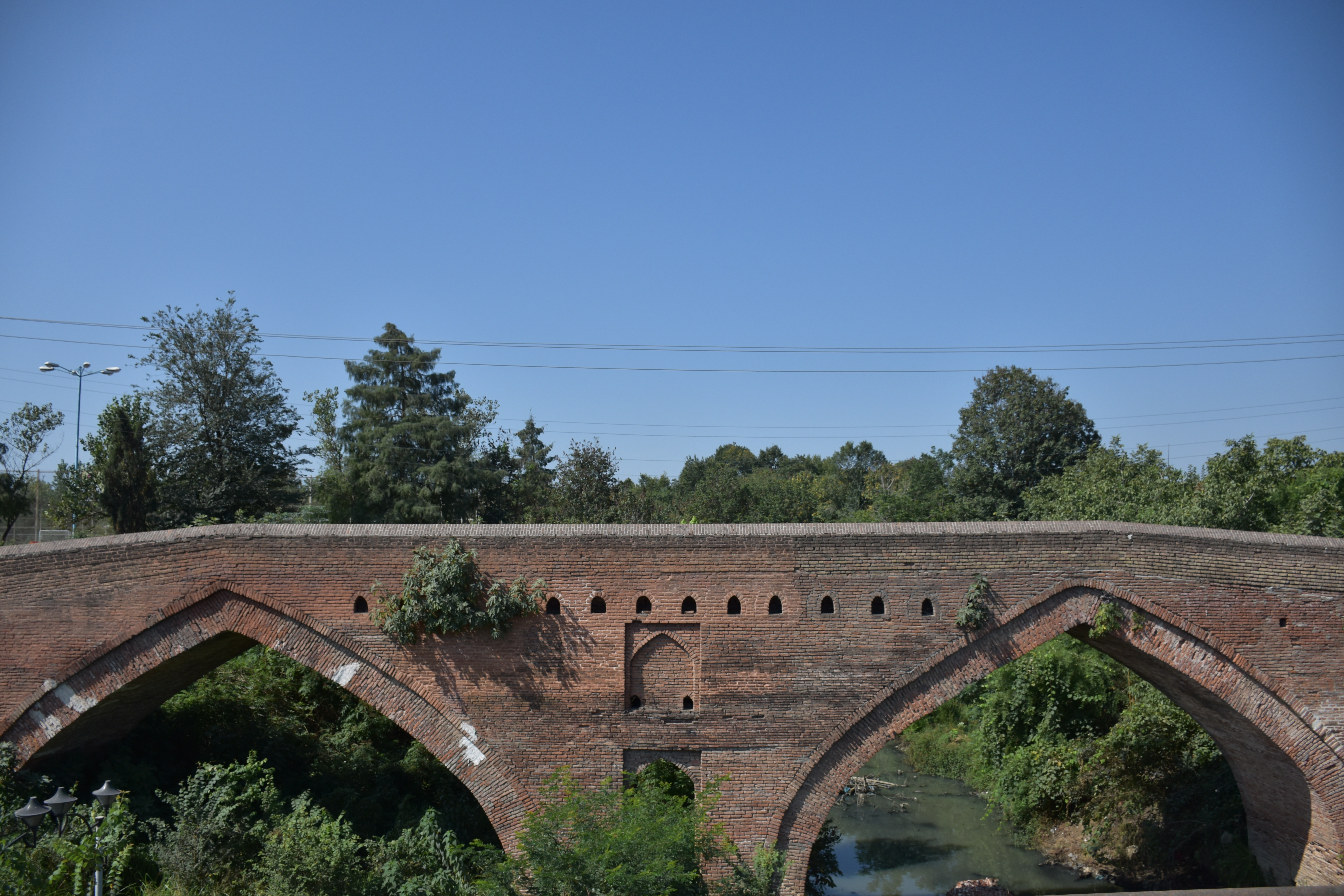
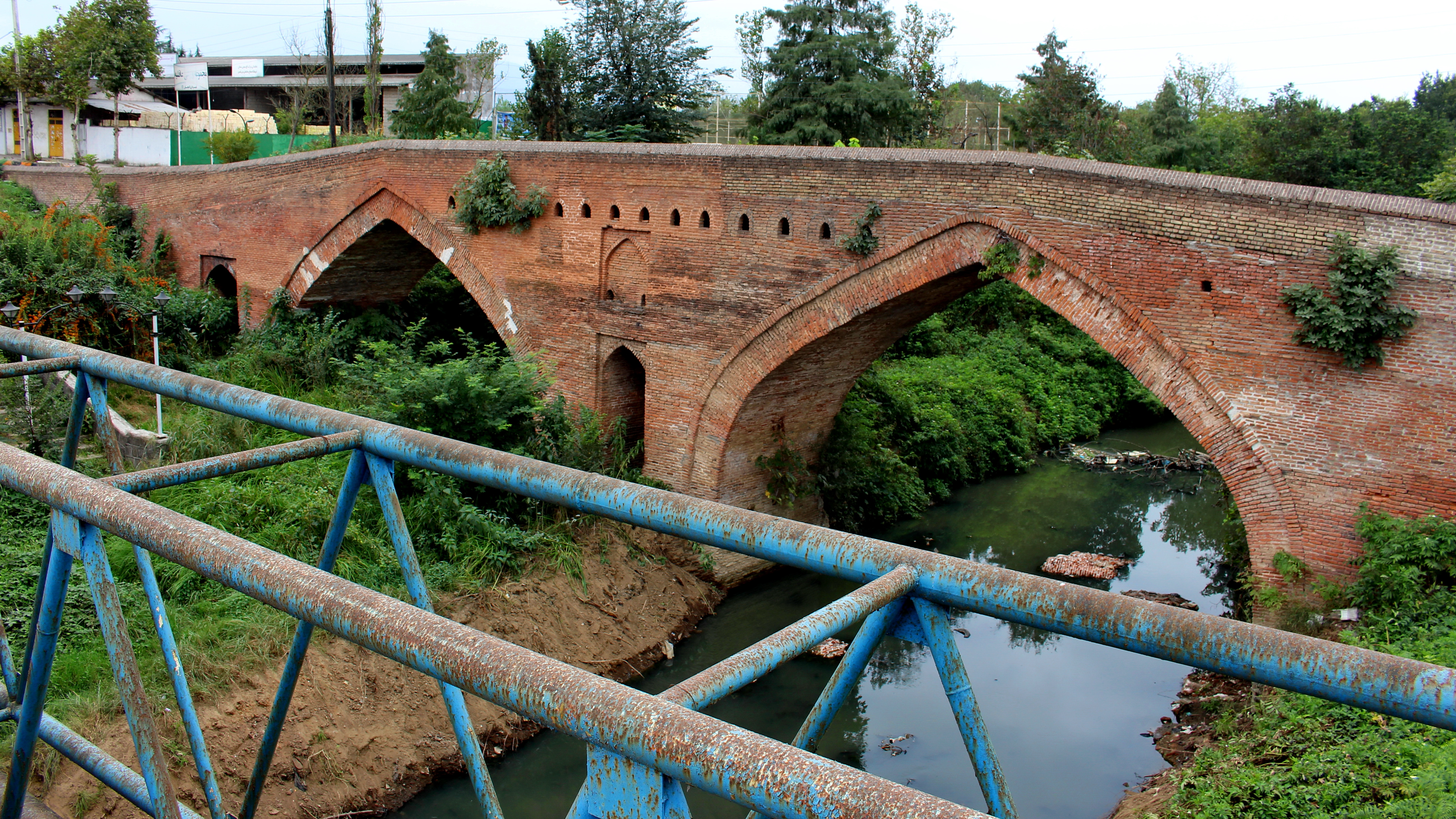
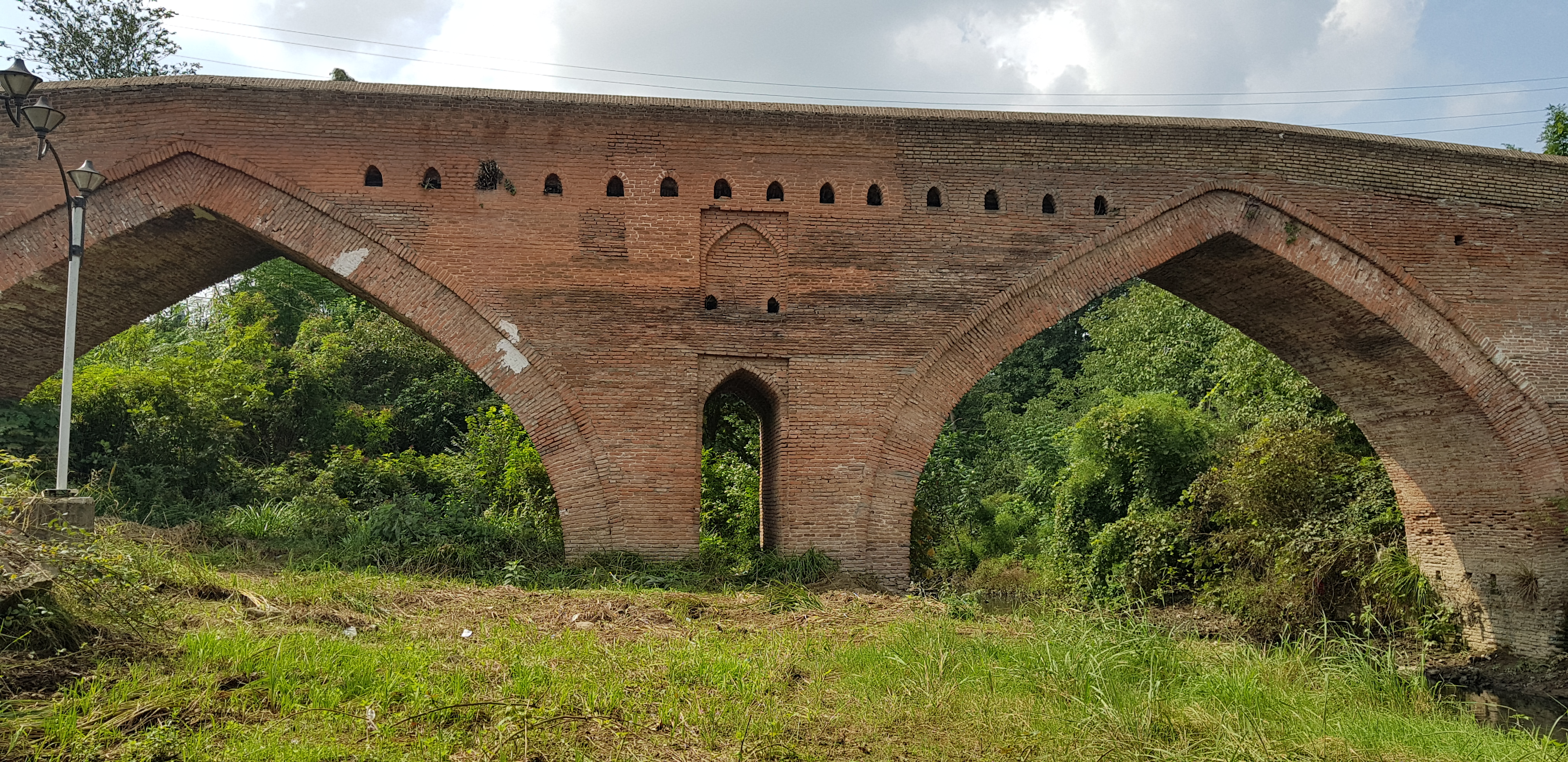